# Кости святого
«Кости святого» (уэ́сос де са́нто, исп. huesos de santo) — испанский десерт из марципана с заварным кремом на яичных желтках, по своей вытянутой цилиндрической форме напоминающий кость с костным мозгом.
«Кости святого» появились в начале XVII века, предположительно, в Валенсии, поскольку упоминаются в труде кулинара золотого века Испании Франсиско Мартинеса Мотиньо «Искусство кулинарии» 1611 года. В Испании «кости святого» обычно готовят ко Дню всех святых и Дню всех усопших верных, совпадающих по времени со сбором урожая миндаля, а также на Страстную неделю. Иногда кондитерские оформляют витрину с «костями святого» как реликварий. «Кости святого» — типичный десерт в Кастилии-Леоне, но они распространены по всей территории Испании. На юге Испании похожая выпечка из теста называется «кости святого Экспедита». С распространением испанской культуры в Южной Америке «кости святого» трансформировались в Мексике в «сладкие калаверы» и хлеб мёртвых.
Для приготовления «костей святого» марципановую массу, выработанную из миндаля, сахара и воды, иногда с добавлением картофеля, раскатывают и режут на квадратики. Их накручивают на палочку диаметром 1 см, формируя трубочки длиной в 5—6 см, которые затем после высыхания наполняют заварным кремом на желтках. Десерт украшают сахарной пудрой, лимонным соком и цветной глазурью. Помимо яичного крема «кости святого» начиняют также сливовым конфитюром, шоколадом, йогуртом или кокосовым кремом.